# Cozinha iraquiana
A cozinha iraquiana ou a cozinha mesopotâmica tem uma longa história que remonta a uns 10 mil anos - aos sumérios, akkadianos, babilônios, assírios e antigos persas. As  tabuletas encontradas em ruínas antigas no Iraque mostram receitas preparadas nos templos durante festivais religiosos - os primeiros livros de receitas do mundo. O antigo Iraque, ou Mesopotâmia, era o lar de uma civilização sofisticada e altamente avançada, em todos os campos do conhecimento, incluindo as artes culinárias. No entanto, foi na Era de Ouro Islâmica, quando Bagdade foi a capital do califado abássida (750-1258) que a cozinha iraquiana atingiu o seu ponto mais alto. Hoje, a gastronomia do Iraque reflecte essa rica herança, bem como fortes influências das tradições culinárias do Irão vizinho, da Turquia e da região da Síria.
As refeições começam com aperitivos e saladas - conhecida como Mezza. Alguns pratos incluem Kebab (muitas vezes marinado com alho, limão e especiarias, depois grelhado), Gauss (envoltório de sanduíche de carne grelhada, semelhante ao kebab Döner ), Bamieh (carne de cordeiro, quiabo e ensopado de tomate), Quzi (cordeiro com arroz, amêndoas e passas e especiarias), faláfel (galinhada de grão de bico servido com amba e salada em pita), Kubbah (carne picada com trigo bulghur ou arroz e especiarias), Masgûf (peixe grelhado com pimenta e tamarindo) e Maqluba (arroz, cordeiro, prato de tomate e berinjela). Pratos de vegetais recheados como Dolma e Mahshi também são populares.
O Iraque contemporâneo reflecte a mesma divisão natural que a antiga Mesopotâmia que consistiu na Assíria nas terras áridas do norte e na Babilónia na planície aluvial do sul.Em Al-Jazira (a antiga Assíria) cresce o trigo e as culturas que requerem frio do inverno, como maçãs e frutas de pedra. Al-Irāq (Iraque propriamente dito, a antiga Babilônia) cresce arroz e cevada, frutas cítricas e é responsável pela posição do Iraque como o maior produtor mundial de tamareira.

## História
Arqueólogos encontraram evidências em escavações em Jarmo no nordeste do Iraque que as nozes de pistache eram um alimento comum já em 6750 a.C. 
Entre os textos antigos descobertos no Iraque está um dicionário bilingue sumério - acadiano  gravado em roteiro cuneiforme em 24 comprimidos de pedra em torno de 1900 a.C. Incluem 20 tipos diferentes de queijo, mais de 100 variedades de sopa e 300 tipos de pão - cada um com diferentes ingredientes, preenchimento, forma ou tamanho.
Uma das três tabuletas de argila cuneiforme escavados escritos em 1700 a.C. em Babilônia, a 50 milhas a sul do atual Bagdá, lida com 24 receitas para cozido com carne e vegetais, melhoradas e temperadas com alho-poro, cebola, alho, e especiarias e ervas como cassia, cominho, coentro, hortelã e aneto. O guisado permaneceu um pilar da cozinha.